# یوهانس ویلهلم ینسن
یوهانس ویلهلم ینسن (به دانمارکی: Johannes Vilhelm Jensen) (زاده ۲۰ ژانویه ۱۸۷۹ – درگذشته ۲۵ نوامبر ۱۹۵۰) نویسندهٔ دانمارکی بود که در سال ۱۹۴۴ میلادی موفق شد جایزه نوبل ادبیات را به دست آورد.
از ینسن به عنوان بزرگ‌ترین ادیب دانمارکی قرن بیستم یاد می‌شود. او در سال ۱۹۴۴ موفق شد جایزه نوبل ادبیات را به دست آورد. یکی از خواهران او به نام ثیت ینسن نیز از پرآوازه‌ترین و در عین حال جنجال برانگیزترین نویسندگان اوایل شکل‌گیری جریانات فمنیستی بود.

## زندگی
او در یک روستا در شمال یوتلاند دانمارک به دنیا آمد. پدرش یک دامپزشک بود و همین دلایل باعث شد او دریک محیط روستایی رشد و نمو پیدا کند.
در زمانی‌که به تحصیل پزشکی در دانشگاه کپنهاگ مشغول بود برای تأمین مخارج تحصیل خود شروع به نویسندگی کرد. پس از سه سال تحصیل او تصمیم به تغییر شغل گرفت و به‌طور کامل وقت خود را روی ادبیات گذاشت.